# Septembrie 1990
Acest articol este generat integral pe baza informațiilor din articolul 1990 și este actualizat periodic de un robot.
 Editările făcute în articol vor fi șterse la următoarea actualizare! Dacă doriți să faceți modificări, editați articolul-sursă.

ianuarie -
februarie -
martie -
aprilie -
mai -
iunie -
iulie -
august -
septembrie -
octombrie -
noiembrie -
decembrie
Septembrie 1990 a fost a noua lună a anului și a început într-o zi de sâmbătă.

## Evenimente
- 2 septembrie: A fost proclamată Republica Moldovenească Nistreană.
- 21 septembrie: Tribunalul Militar Teritorial București l-a condamnat pe Nicu Ceaușescu la 20 de ani de închisoare, 10 ani de interdicție a unor drepturi și degradare militară. În noiembrie 1992 va rămâne în picioare doar acuzația de port ilegal de armă, pentru care va primi 5 ani de detenție și va fi pus în libertate condiționată pe motive medicale. A murit în 1996.

## Nașteri
Emil Rengle, dansator român
Alexandru Munteanu, muzician român
Florin Liviu Pop, fotbalist român
Stine Jørgensen, handbalistă daneză
Olha Harlan, scrimeră ucraineană
Kim Yu-Na, patinatoare artistică sud-coreeană
Yuna Kim, patinatoare artistică sud-coreeană
Tanja Kolbe, dansatoare pe gheață
Marius Tomozei, fotbalist român
Enes Šipović, fotbalist bosniac
Douglas Costa, fotbalist brazilian
Darko Lazović, fotbalist sârb
Mirza Hasanović, fotbalist bosniac
Kieran Trippier, fotbalist englez
Ksenia Makeeva, handbalistă rusă
Lucian Filip, fotbalist român
Michael Matthews, ciclist australian
Stefan Schwab, fotbalist austriac
Hugo Houle, ciclist canadian
Gheorghe Grozav, fotbalist român
Doug Brochu, actor american
Courtney Hurley, scrimeră americană

## Decese
John Bowlby, 83 ani, psiholog britanic (n. 1907)
Irene Dunne (n. Irene Marie Dunn), 91 ani, actriță americană (n. 1898)
Ferenc Bencze, 65 ani, actor maghiar (n. 1924)
Nicola Abbagnano, 89 ani, filosof italian (n. 1901)
Anatoli Vladimirovici Sofronov, scriitor rus, traducător și jurnalist, poet, scriitor, dramaturg (n. 1911)
F.F. Bruce (Frederick Fyvie Bruce), 79 ani, teolog britanic (n. 1910)
Constantin N. Dinculescu, 91 ani, inginer român (n. 1898)
Aurel Dumitrașcu, 45 ani, poet, memorialist, profesor și muzeograf român (n. 1955)
Marjan Rožanc, 59 ani, scriitor sloven (n. 1930)
Ioana Radu (n. Eugenia Braia), 73 ani, cântăreață română de muzică populară și romanțe (n. 1917)
Ion Biberi, 86 ani, scriitor român (n. 1904)
Ion Rachmuth (n. Israel Rachmuth), 79 ani, economist român (n. 1911)
Patrick White (n. Patrick Victor Martindale White), 78 ani, scriitor australian, laureat al Premiului Nobel (1973), (n. 1912)